# Assedio di Atene (87 a.C.)
L'assedio di Atene dell'87 a.C. vide le forze della Repubblica romana assediare e poi occupare dopo numerosi mesi di assedio la città (simbolo della grecità) ed il vicino porto del Pireo, che era difesa dalle truppe congiunte di Mitridate VI del Ponto e quelle degli Ateniesi del tiranno greco Aristione.

## Contesto storico
L'espansionismo da parte di Mitridate era iniziato verso la fine dell'89 a.C., con due vittorie sulle forze prima del re di Bitinia, Nicomede IV e poi contro lo stesso Manio Aquilio, a capo della delegazione e dell'esercito romano in Asia Minore. L'anno successivo Mitridate decise di continuare nel suo progetto di occupazione dell'intera penisola anatolica, ripartendo dalla Frigia. La sua avanzata proseguì, passando dalla Frigia alla Misia, e toccando quelle parti di Asia che erano state recentemente acquisite dai Romani. Poi mandò i suoi ufficiali per le province adiacenti, sottomettendo la Licia, la Panfilia, ed il resto della Ionia.
A Laodicea sul fiume Lico, dove la città stava ancora resistendo, grazie al contributo del proconsole Quinto Oppio, Mitridate fece questo annuncio sotto le mura della città:
(Appiano, Guerre mitridatiche, 20.)
Dopo questo annuncio, gli abitanti di Laodicea lasciarono liberi i mercenari, ed inviarono Oppio con i suoi littori a Mitridate, il quale però decise di risparmiare il generale romano.
Non molto tempo dopo Mitridate riuscì a catturare anche Manio Aquilio, che egli riteneva il principale responsabile di questa guerra e lo uccise barbaramente.
Sembra che a questo punto, la maggior parte delle città della Asia si arresero al conquistatore pontico, accolto come un liberatore dalle popolazioni locali, stanche del malgoverno romano, identificato da molti nella ristretta cerchia dei pubblicani. Rodi, invece, rimase fedele a Roma.
Non appena queste notizie giunsero a Roma, il Senato emise una solenne dichiarazione di guerra contro il re del Ponto, seppure nell'Urbe vi fossero gravi dissensi tra le due principali fazioni interne alla Res publica (degli Optimates e dei Populares) ed una guerra sociale non fosse stata del tutto condotta a termine. Si procedette, quindi, a decretare a quale dei due consoli, sarebbe spettato il governo della provincia d'Asia, e questa toccò in sorte a Lucio Cornelio Silla.
Mitridate, preso possesso della maggior parte dell'Asia Minore, dispose che tutti coloro, liberi o meno, che parlavano una lingua italica, fossero barbaramente trucidati, non solo quindi i pochi soldati romani rimasti a presidio delle guarnigioni locali. 80 000 tra cittadini romani e non, furono massacrati nelle due ex-province romane d'Asia e Cilicia (episodio noto come Vespri asiatici).
La situazione precipitò ulteriormente, quando a seguito delle ribellioni nella provincia asiatica, insorse anche l'Acaia. Il governo della stessa Atene, fu rovesciato da un certo Aristione, che poi si dimostrò a favore di Mitridate, meritandosi dallo stesso il titolo di amico. Il re del Ponto appariva ai loro occhi come un liberatore della grecità, quasi fosse un nuovo Alessandro Magno.
Nel corso dell'inverno dell'88/87 a.C. infatti, la flotta pontica, sotto la guida dell'ammiraglio Archelao, invadeva Delo (che si era ribellata ad Atene) e restituiva tutte le sue roccaforti agli Ateniesi. In questo modo Mitridate portò a sé stesso nuove alleanze oltre che tra gli Achei, anche tra Lacedemoni e Beoti (tranne la città di Thespiae, che fu subito dopo stretta d'assedio). Allo stesso tempo, Metrofane, che era stato inviato da Mitridate con un altro esercito, devastò i territori dell'Eubea, oltre al territorio di Demetriade e Magnesia, che si erano rifiutate di seguire il re del Ponto. Il grosso delle armate romane non poté però intervenire in Acaia, se non ad anno inoltrato, a causa dei difficili scontri interni tra la fazione dei populares, capitanate da Gaio Mario, e quella degli optimates, condotta da Lucio Cornelio Silla. Alla fine ebbe la meglio quest'ultimo, il quale ottenne che venisse affidata a lui la conduzione della guerra contro il re del Ponto.
E mentre Silla stava ancora addestrando ed arruolando l'esercito, per recarsi in Oriente a combattere Mitridate VI, Gaio Mario, avendo ancora l'ambizione di essere lui a guidare l'esercito romano contro il re del Ponto, era riuscito a convincere il tribuno Publio Sulpicio Rufo a convocare una seduta straordinaria del Senato per annullare la precedente decisione di affidare il comando a Silla. Quest'ultimo, appresa la notizia, prese una decisione grave e senza precedenti: scelse le 6 legioni a lui più fedeli e, alla loro testa, si diresse verso Roma stessa. Nessun generale, in precedenza, aveva mai osato violare con l'esercito il perimetro della città (il cosiddetto pomerio). Egli, dopo avere preso opportuni provvedimenti compiendo una prima strage dei suoi oppositori, tornò a Capua, pronto ad imbarcarsi con l'esercito per l'imminente campagna militare e passò quindi in Grecia con 5 legioni.

### Antefatto
E se un primo intervento da parte dei Romani era terminato con la vittoria nella battaglia di Cheronea (87 a.C.) del vice-governatore della provincia romana di Macedonia, Quinto Bruzzio Sura, Plutarco ricorda che:
(Plutarco, Vita di Silla, 11.4-5.)

## Assedio
Silla, dopo essere sbarcato in Grecia, non appena ebbe rifocillato le truppe, mosse in direzione di Archelao, pronto ad attaccarlo. L'obiettivo rimaneva Atene, che poco dopo fu assediata. Si racconta che appena giunto in prossimità della città, divise l'armata in due parti: con una si diresse ad assediare Aristione ad Atene, con l'altre, da lui personalmente diretta, decise di attaccare il Pireo, dove Archelao si era rifugiato. L'altezza delle mura qui era di circa venti metri, costruite con grandi pietre quadrate al tempo di Pericle, durante la guerra del Peloponneso. Silla sapeva che una vittoria sul Pireo avrebbe gettato nello sconforto la vicina Atene ed il resto della Grecia.

### Piani iniziali d'assedio
Sebbene l'altezza delle mura fosse notevole, Silla cominciò ad assaltarle solo con delle scale, ma ricevette più danni di quanti ne avesse lui stesso procurati. Decise così di ritirarsi esausto presso Eleusi e Megara, dove cominciò a costruire una serie incredibile di macchine d'assedio per un nuovo attacco al Pireo, rifornendosi dalla stessa Tebe. Silla poi abbatté il boschetto che si trovava lì vicino, nei pressi dell'Accademia (la scuola di Platone), con cui costruì le più grandi delle sue macchine da guerra. Per la guerra poi gli occorreva anche molto denaro:
(Plutarco, Vita di Silla, 12.3-5.)
Demolì, infine, il grande muro che conduceva da Atene al Pireo, utilizzandone le pietre, il legname e la terra, per la costruzione di una serie di rampe. Appiano di Alessandria racconta alcuni episodi di quell'assedio, che mise a dura prova la macchina da guerra romana:
(Appiano, Guerre mitridatiche, 31.)
Silla, posta una forza sufficiente pronta ad intervenire, quando Greci e Pontici si precipitarono fuori dalle mura con il pensiero che la loro irruzione avrebbe costituito una sorpresa per l'esercito romano, trovarono loro un'inaspettata sorpresa. La riserva di truppe romane nascoste piombò infatti sul nemico e ne fece grande strage, costringendo i sopravvissuti a difendersi nei pressi della spiaggia lì vicina. Questa vittoria diede grande morale ai Romani.
Intanto le opere di assedio romano procedevano a ritmo serrato, come ci racconta Appiano di Alessandria:
(Appiano, Guerre mitridatiche, 31.)

### Nuovi rinforzi giungono in aiuto delle truppe mitridatiche
Archelao poco dopo, ricevette da Mitridate, via mare, un nuovo esercito sotto il comando di un certo Dromicete. Forte di questi rinforzi, il generale pontico decise di scatenare una nuova battaglia. Distribuì arcieri e frombolieri tra di loro, li inviò sotto le mura in modo che le guardie sopra potessero raggiungere il nemico con i loro dardi. Altri erano dietro le porte delle mura, pronti ad effettuare ogni tipo di sortita. La battaglia infuriò poco dopo e rimase incerta a lungo. Poi i greco-pontici cominciarono a cedere, ma Archelao li radunò e li riportò indietro, tanto che i Romani cominciarono loro stessi ad essere messi in fuga poco dopo, fino a quando Lucio Licinio Murena non riuscì anch'egli a radunarli e contrattaccare. Proprio in quel momento un'altra legione, insieme ad alcuni soldati che erano stati messi in fuga in precedenza, si gettò nella mischia in corso, riuscendo ad uccidere con una nuova "carica" circa 2 000 soldati della coalizione di Mitridate e costringendo gli altri a rifugiarsi all'interno delle mura. Archelao che era rimasto fuori, fu costretto ad essere tirato sulle mura con delle funi. In considerazione del comportamento coraggioso delle sue truppe, Silla rimosse ogni simbolo di disonore da coloro che in precedenza si erano comportati da vigliacchi, al contrario distribuì grandi onorificenze e premi a tutti gli altri.

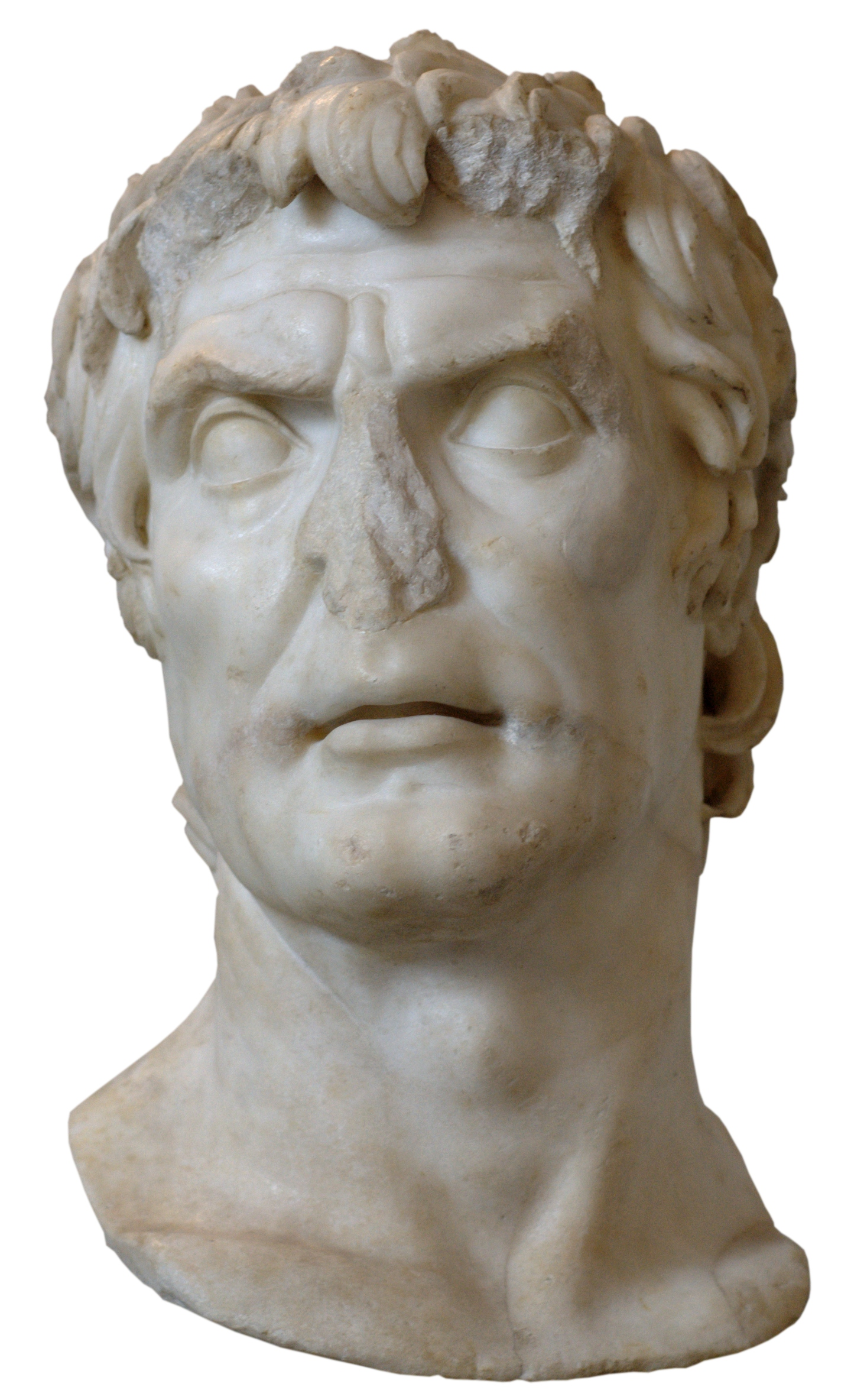
Busto di Lucio Cornelio Silla, della gliptoteca (Monaco di Baviera).

Con l'arrivo dell'inverno, Silla stabilì il suo campo ad Eleusi, protetto da un fossato profondo, che si estendeva dalle alture verso il mare, in modo che la cavalleria dei nemici non potesse raggiungerlo facilmente. Mentre stava costruendo queste opere, ogni giorno gli scontri si susseguivano, sia presso il fossato romano con attacchi da parte degli assediati, sia presso le mura della città. Silla, avendo bisogno di una flotta più grande, inviò a Rodi la richiesta di aiuto per ottenere nuove navi, ma i Rodii non erano in grado di inviarle loro, poiché Mitridate controllava il mare circostante. Ordinò così ad un suo legato, Lucio Licinio Lucullo, di recarsi segretamente ad Alessandria d'Egitto ed in Siria, per procurarsi le navi necessarie, oltre a rivolgersi a tutti i re e le città che erano rinomate per le loro capacità nei commerci marittimi, compresa Rodi stessa. Lucullo, che non temeva di essere intercettato dalla flotta nemica, partì su una nave a vela, passando poi da una nave all'altra, al fine di nascondere i suoi movimenti, ed arrivò finalmente ad Alessandria.
(Appiano, Guerre mitridatiche, 34.)
Lo stesso giorno, nei pressi di Calcide, Minucio riuscì a ferire Neottolemo, generale di Mitridate, uccidendo 1 500 dei suoi uomini, e prendendo un numero di prigionieri ancora più grande.
Non molto tempo dopo, di notte, mentre le guardie sui muri del Pireo dormivano, i Romani presero alcune scale e scalarono le mura, uccidendo le guardie di quel tratto di fortificazione. Ciò provocò terrore tra gli assediati, i quali abbandonarono le postazioni difensive e fuggirono verso il porto, pensando che tutti i muri erano stati già catturati. Altri, recuperando il loro coraggio, uccisero il comandante degli assalitori romani, scagliandolo giù dalle mura. Altri uscirono di corsa dalle porte e quasi bruciarono una delle due torri romane, e le avrebbero bruciate se lo stesso Silla non si fosse precipitato a cavallo fuori dall'accampamento romano, salvandole dopo una dura lotta, durata tutta la notte e il giorno seguente. Allora le truppe mitridatiche si ritirarono.
(Appiano, Guerre mitridatiche, 34.)

### Inizia la carestia per Atene ed il Pireo

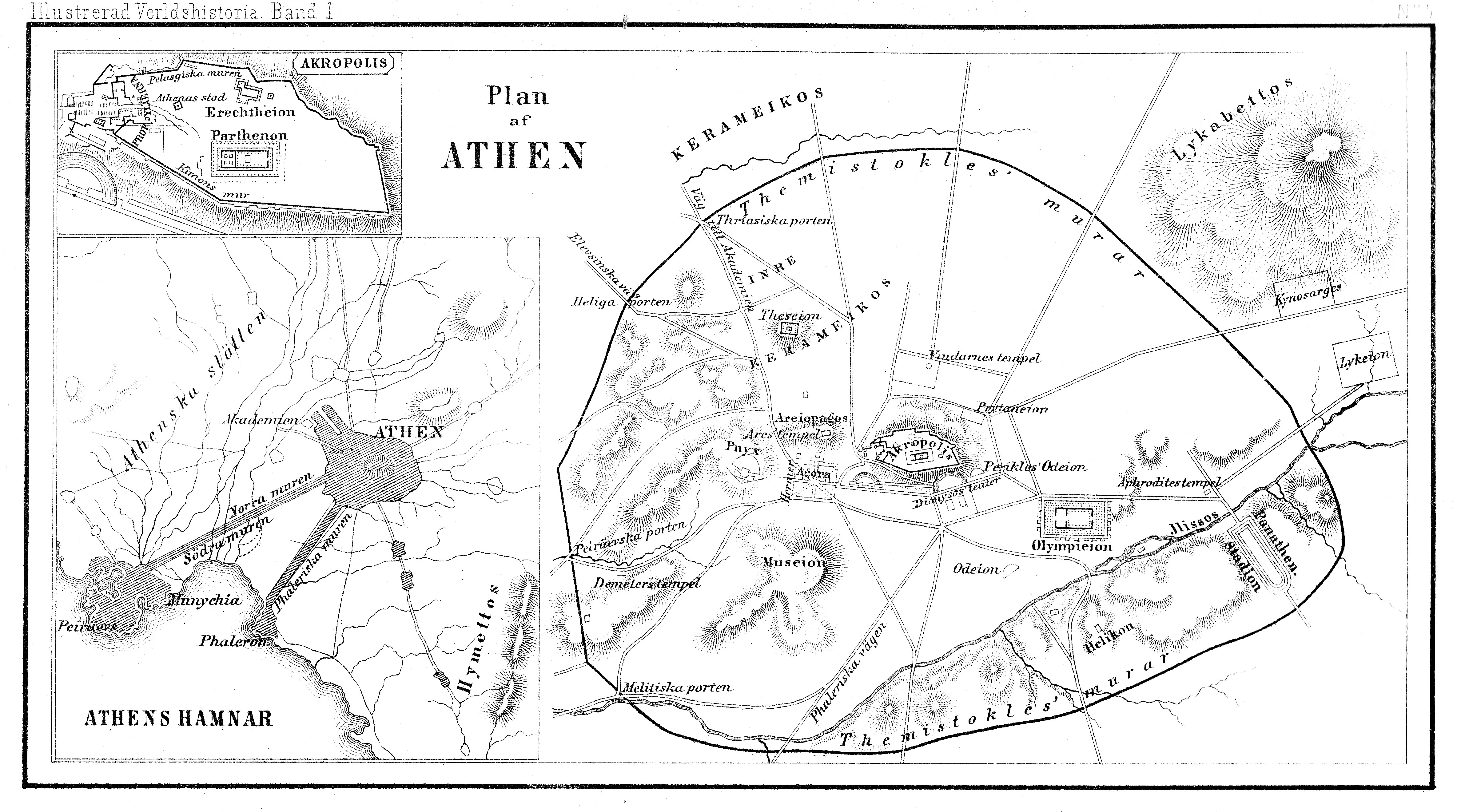
La città di Atene con l'Acropoli, e le mura che la collegavano al vicino Pireo.

Nel frattempo la carestia gravava sempre più sulla città di Atene, ed i traditori del Pireo lanciarono una nuova palla, informando che avrebbero dato nuove disposizioni, là di notte. Archelao, sospettando che qualcuno potesse tradire, riguardo ai convogli di approvvigionamenti che stavano giungendo, dispose una forza presso le porte, pronte con le torce per fare un assalto alle opere d'assedio romane di Silla, qualora quest'ultimo avesse attaccato la carovana di approvvigionamenti. E così mentre Silla catturava i viveri, Archelao bruciava alcune delle opere romane.
Contemporaneamente Appiano di Alessandria racconta che Arcatia, figlio di Mitridate, a capo di un altro esercito, invase la Macedonia, battendo un esercito romano che gli era andato incontro, e soggiogò l'intera provincia romana. Egli, nell'avanzata verso sud che seguì per prestare soccorso ad Archelao contro Silla, si ammalò e morì nei pressi Tisaeo. Intanto ad Atene la carestia divenne sempre più grave. Silla aveva infatti costruito tutta una serie di fortificazioni attorno alla città stessa, per impedire a chiunque di scappare, in modo tale che, in ragione del loro elevato numero, la fame diventasse sempre più insopportabile per gli assediati.
Intuito rapidamente lo stato delle cose, i Romani ritirarono le loro macchine e riempirono di terra la rampa e, seguendo l'esempio del nemico, iniziarono loro stessi a scavare sotto le mura avversarie. Gli uomini, scavando sotto terra, si incontrarono tra gli opposti schieramenti e combatterono con spade e lance, sebbene al buio. E mentre ciò accadeva, Silla cominciò a martellare le mura nemiche anche con quegli arieti che erano stati posti in cima alle rampe, salvo che una di queste cadde a terra. Poi si affrettò a bruciare la torre vicina e riversò un gran numero di dardi di fuoco contro di essa, ordinò poi ai suoi soldati più coraggiosi, di salire sulle scale d'assedio. Entrambe le parti combatterono con coraggio, ma la torre [alla fine] fu bruciata.»
(Appiano, Guerre mitridatiche, 36.)
Un'altra piccola parte del muro fu, in seguito, buttata giù proprio dove si trovava Silla. Avendo ormai compromesso una parte delle mura, tanto che era sostenuta solo da travi in legno, i Romani andarono sotto a mettere lì vicino, una grande quantità di zolfo e canapa, per poi dargli fuoco. Le pareti cominciarono a cadere un po' ovunque lungo quel tratto, trascinando con loro anche i difensori delle mura. Questa grande e inaspettata distruzione demoralizzò enormemente le truppe greco-pontiche a guardia delle mura, che pensavano sarebbe potuto accadere anche lungo altri tratti di mura, a breve. La paura e la perdita di fiducia ridussero così la loro resistenza all'assalto romano.
(Appiano, Guerre mitridatiche, 37.)
La lotta continuò in una costante carneficina da entrambe le parti, fino a quando Silla, avendo notato che le truppe greco-pontiche si stavano ritirando, condusse l'armata romana all'attacco, sospinse il nemico all'interno del Pireo verso la fine della giornata di combattimento. Archelao, quella notte stessa, riuscì a riparare il danno della parete crollata, modificando le fortificazioni in modo da costruirle a forma di "mezzaluna". Il giorno seguente Silla tentò un nuovo attaccò al tratto di mura ormai danneggiato, con l'intero esercito, ritenendo di poterlo assaltare facilmente, ma poiché si trovò incuneato in uno spazio troppo stretto per combattere, bombardato da ogni parte da dardi e frecce dall'alto, sia lungo il fronte d'attacco sia sui lati, per la particolare forma delle fortificazioni a forma di "mezzaluna", preferì ritirarsi. Decise quindi di modificare i suoi piani d'assedio, evitando nuovi assalti, al contrario, usando una tattica "attendistica", che prevedeva di costruire una serie di fortificazioni intorno al porto di Atene in modo da ottenere un vero e proprio blocco per ridurla definitivamente in carestia.

### Caduta di Atene: 1º marzo dell'86 a.C.

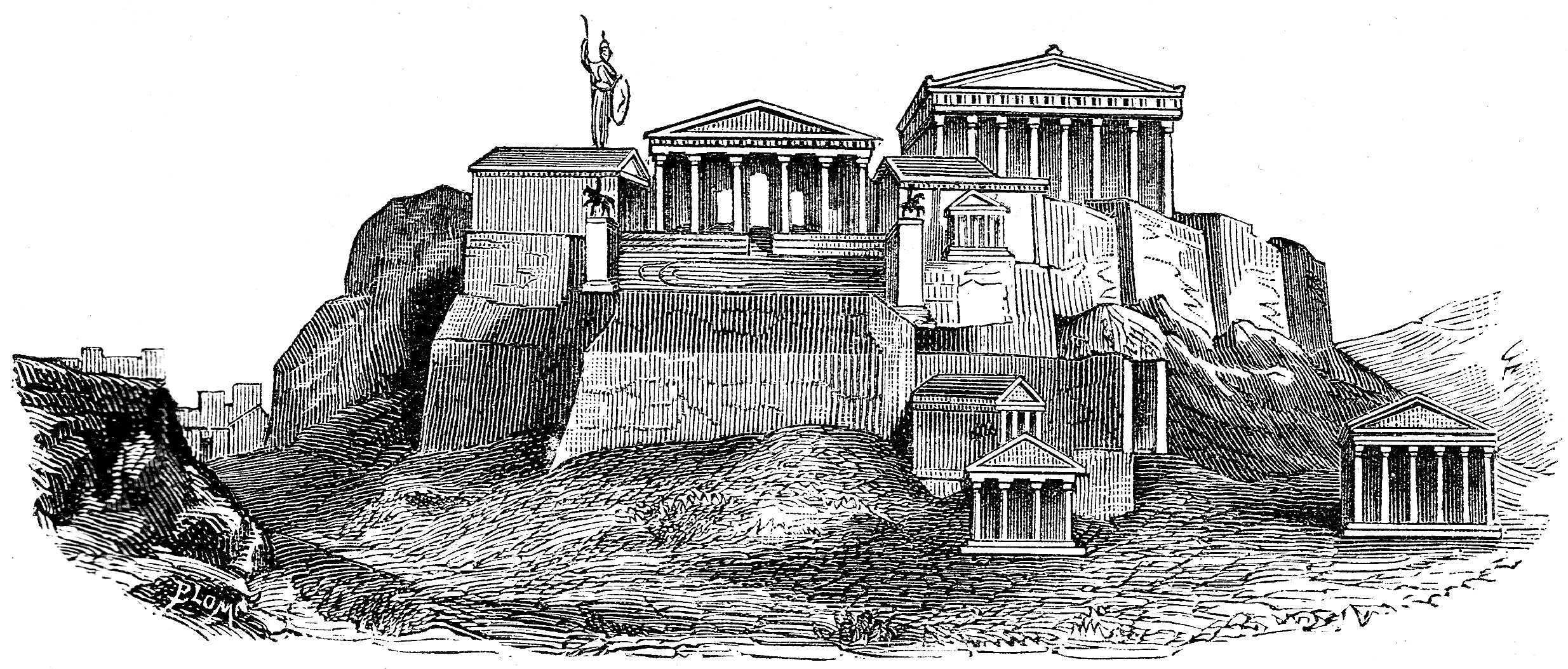
Ricostruzione dell'antica acropoli di Atene, ultimo baluardo della resistenza del tiranno ateniese Aristione.

Plutarco racconta che poco prima di assaltare la città, il tiranno Aristione tentò una mediazione con Silla:
(Plutarco, Vita di Silla, 13.4.)
Il 1º marzo dell'86 a.C., sapendo che i difensori di Atene erano ormai in grave crisi per la fame, avendo gli stessi divorato tutto il loro bestiame, bollite le pelli e poi ciucciate, e che alcuni avevano anche mangiato carne umana, Silla dispose che i suoi soldati circondassero la città con un fossato in modo che nessuno degli abitanti potesse più fuggire di nascosto. Contemporaneamente dispose di assaltare la città con scale e macchine d'assedio atte a sfondare le mura. I difensori furono ben presto messi in fuga ed i Romani riuscirono finalmente a penetrare all'interno della città stessa, tra la Porta Pirea e quella Sacra di notte, come aggiunge Plutarco.
(Appiano, Guerre mitridatiche, 38.)
Silla, dopo questo tremendo spargimento di sangue, proibì l'incendio della città, ma permise ai suoi legionari di saccheggiarla. Il giorno seguente il comandante romano vendette il resto della popolazione come schiavi. Ai liberti che erano sfuggiti alla strage della notte precedente in un numero molto ridotto, promise loro la libertà, ma gli tolse il diritto di elettori, poiché gli avevano fatto la guerra. Le stesse condizioni furono quindi estese alla loro stessa prole.
Questo fu il risultato finale degli orrori che si compì ad Atene. Silla pose, quindi, una serie di posti di guardia intorno all'Acropoli sotto il comando di un certo Curione, costringendo più tardi lo stesso Aristione e le poche milizie a sua disposizione ad arrendersi per fame. Il generale romano, infine, stabilì la pena di morte per il tiranno greco e per tutti quelli che, avendone l'autorità o lo status di cittadino romano, si erano ribellati alle leggi provinciali romane. Silla al contrario perdonò tutti loro a cui le leggi romane, in precedenza, non erano state applicate. Chiese poi come risarcimento del danno di guerra, circa venti chili di oro e 600 libbre d'argento, prelevandole dal tesoro dell'Acropoli.

### Abbandono e distruzione del Pireo

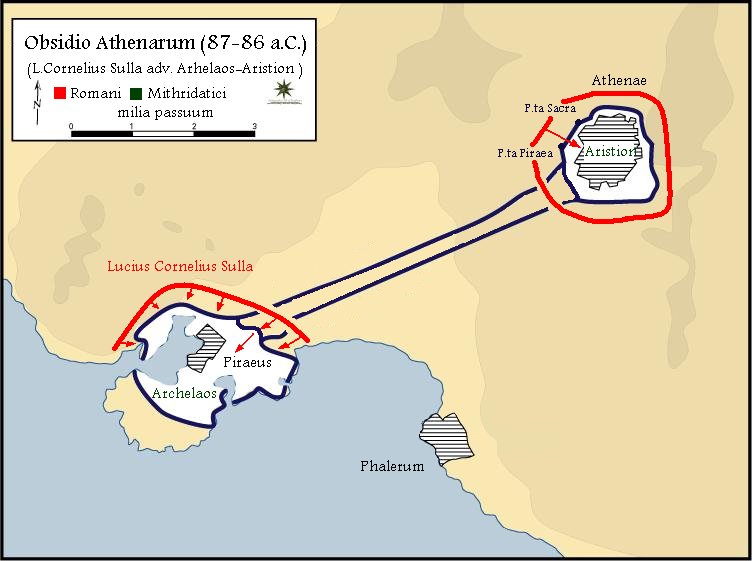
Le fasi finali dell'assedio di Atene.

Appena Atene fu presa, Silla, impaziente di fronte al lungo assedio del Pireo, dispose un numero crescente di arieti e macchine da lancio di ogni tipo, oltre ad una grande forza di uomini, che cominciarono a martoriare le mura al riparo da testuggini, mentre numerose coorti di fanteria lanciavano sugli spalti degli assediati, giavellotti e frecce in gran numero, in modo che i difensori fossero spinti indietro. Abbatterono poi quella parte di mura a forma di "mezzaluna" di nuova costruzione, assai debole. Archelao, che aveva intuito ciò, ne costruì tante altre all'interno, una dietro l'altra, in modo tale che Silla, una volta abbattuta la prima, ne trovasse dietro tante altre. Ma Silla era instancabile, dava coraggio a tutti con grande energia, era onnipresente in mezzo a loro, esortandoli poiché mancava veramente poco alla vittoria finale ed alla giusta ricompensa che si meritavano per tanta fatica.
(Appiano, Guerre mitridatiche, 40.)
Da qui Archelao decise di fuggire in Tessaglia, attraverso la Beozia, dove portò ciò che era rimasto della sua iniziale armata, radunandosi presso le Termopili con quella del generale di origine tracia, Dromichete. Quest'ultimo aveva raccolto sotto di sé l'esercito a ranghi completi, che aveva invaso la Macedonia sotto Arcatia, figlio del re Mitridate, ed aveva ricevuto ulteriori reclute da Mitridate, che non aveva mai cessato di inviare rinforzi. E mentre Archelao fuggiva dal Pireo, Silla bruciò quanto rimaneva delle fortificazioni del porto di Atene, il quale a conti fatti, gli aveva procurato più problemi della stessa capitale greca, non risparmiando neppure l'arsenale, il porto della flotta e qualsiasi altro dei suoi famosi edifici.

## Conseguenze
Caduta Atene il 1º marzo dell'86 a.C., il generale romano ottenne una prima vittoria campale nella battaglia di Cheronea, dove secondo Tito Livio caddero ben 100 000 armati del regno del Ponto (primavera), e subito dopo ad Orcomeno, dove annientò l'esercito del re.